# Canvas (グラフィックソフト)
Canvas（キャンバス）は米ボストンのCanvas GFXが開発・販売しているグラフィックソフトウェア。バージョン9までは、フロリダに本拠をおくDenebaが開発販売を行っていた。

## 概要
1988年に発売された最初のバージョンではMacintosh専用のペイントも扱えるドロー中心のソフトウェアであった。Canvasはその後の機能拡張で、主にPageMakerのようなテキスト編集機能が追加された。現在では、イメージ画像に対するPhotoshopのような写真編集ソフトウェアとしての機能と、ベクトル画像に対するIllustratorのようなドロー系グラフィックデザインソフトの機能、InDesignのようなDTPに特化したページレイアウトソフトの機能、CADソフト、Webデザインソフト的な面など多彩で多数の機能を備えているほか、フローチャート等も直感的に作成できるプレゼンテーションソフトとしての基本機能やアニメーションの作成機能も備えているなど、アドビがジャンルによりソフトウェアを細かく分類してラインナップしているのに対し、Canvasは1つのパッケージ内にこれらのソフトウェアが持つ多くの機能を集約している点が特徴。これにより、ドキュメント内の写真編集、ページレイアウト、ドローなどデザイン作成に必要な一連の作業がソフトウェア間を介さずCanvas上だけで完結できるというメリットを持つ。またCanvasでは多種多様なファイル形式の読み込みと編集に対応しており、汎用的な画像形式やCAD形式、CGM形式はもとよりAdobe社のIllustrator、Photoshopをはじめ、CorelDRAWやMicrosoft Officeなどで作られたファイルの読み込みにも対応している。
保存形式はCanvas形式のほかにもIllustrator AI形式、Photoshop PSD形式、EPS形式、DXF形式や各種画像形式、HTMLでの保存など多様に対応している。（ただし独自のフィルターで変換しての読み込みおよび保存になるため、完全互換とは言い難い再現性レベルのファイル形式もある）。
ACD社に買収されるまでの開発元は、フロリダに本社があったDeneba Software社。
ドキュメントを含め完全日本語化されており、日本での販売およびサポートは日本ポラデジタル株式会社（東京都文京区湯島）が代理店を担当している。Canvasから影響を受けて機能が強化されてきたソフトも多いが、日本ではアドビのソフトウェア群と比較してDTP・グラフィックデザイン業界での知名度は決して高いとは言えない。しかしCMYKカラーでの作業が可能なことや、代表的なPANTONEなどのCMYKカラーテーブルがあらかじめ用意されていること、PostScriptプリンターへの対応、色分解機能、フォントのアウトライン機能などDTP業界で必要な機能が組み込まれていることからみても、統合DTPソフトウェアとしての適応度は高い。Canvas X 16より64ビットOSのみのサポートとなった。
ライセンスは永続買い取り方式と年間サブスクリプション式があり、Windowsでは両方、Mac OS Xでは年間サブスクリプションのみとなっている。

### 主な特長
- ドロー、写真編集、DTP、ページレイアウト、CAD、WEBデザイン、プレゼンテーション機能などを一つのパッケージに集約しているため、操作方法などが一貫しており直感的かつ効率的に作業ができる。
- Photoshop PSD形式ファイルのほかEPS、AI形式などAdobeソフトウェアで読み込める形式でのファイル保存が可能。
- Photoshop用のフィルターをPluginフォルダにインストールすることでCanvasのプラグインフィルターとして利用できる。（※一部Photoshopとの連携性が強いプラグインは使用できない場合がある）
- 縦書きテキスト、日本語TrueType、日本語OpenType対応
- ダブル浮動小数点、64ビット座標参照システムを採用している。
- 最大 3,200 x 3,200 km までのドキュメントで作業することができる。
- 80 種類以上の標準ファイル形式のファイルを直接読み込むことができる。
- エフェクト効果がオブジェクトの種類に関係なくシームレスに適用できる。
- 高繊細テクニカルイラストレーションを効率的に作成するためのツールが多く搭載されている。
- DXF/DWGの3Dファイルの作成、編集、読み込みが可能（3DファイルをそのままCanvasドキュメントへ配置も可能）
- ドキュメントの表示単位として一般的なセンチ・ミリ・インチ・ピクセルなどのほかミクロン・ナノメートル・ヤード・ポイント・パイカ・ディドー・シセロなど一般的な日本語版ドローソフトウェアでは使われないような単位をサポート。

## リリース履歴

### Canvas 2.0 (Macintosh) 1989
- Canvas 2.1 - 同年リリース

### Canvas 3.5 (Macintosh and Windows) 1992
- Canvas 3.5.6 - Canvas 5リリース後に配布されたMac OS 8対応アップデートパッチよるバージョン

### Canvas 5 (Macintosh and Windows) 1996
ドローソフト機能に加え、複数ページレイアウトを行うPageMakerに似たパブリッシングモード、およびPersuationに似たプレゼンテーションモードが加わった。バージョン4は存在しないが、それは「バージョン3/3.5から飛躍的な機能拡張を行ったので、あえてバージョンを１つ飛ばした」と説明されている。（実際にはバージョン4は、QuickDraw GX対応ソフトとして開発されていたが、QuickDraw GXのお蔵入りと共に中止された）バージョン5の複数ページ機能は、ドローソフト機能のレイヤーを拡張して作られたもので、パブリッシングモードではレイヤーが使えなかった。

### Canvas 6 (Macintosh and Windows) 1998
バージョン6では、パブリッシングモードでもレイヤーが使えるようになった。「スプライトレイヤー」と称する機能が加わり、レイヤーの透明度、合成モードを調整できるようになった。ドローオブジェクトの透明度をビットマップで変化させられるようになった。

### Canvas 7 (Macintosh and Windows) 1999
「スプライトエフェクト」と呼ばれるライブエフェクト機能が加わり、元データ・元イメージを破壊せずに、複数のフィルタ効果を重ね合わせて動的に与えることができるようになった。この機能は当時としては画期的であった。

### Canvas 8 (Macintosh and Windows) 2001
自動処理のサポートのため、Photoshopのアクション機能と似たシーケンス機能が加わり、またVB ScriptやAppleScriptによるスクリプティングもサポートした。このバージョンでは、グラフィック機能の機能強化は少ない。

### Canvas 9 (Macintosh and Windows) 2003
Scientific Imaging版とGIS Mapping版の付加機能版が上位派生製品として追加された。Scientific版は、医療画像で使われるDICOMフォーマットをサポートしたもので、医療画像処理に使われるフィルタを搭載する。GIS版は地理情報が含まれたSHAPEフォーマット、Geo Tiffフォーマットを処理できる。Scientific機能とGIS機能を含まない通常版は大幅に値下げされ、買いやすくなった。

### Canvas X (Macintosh and Windows) 2005
その後Denebaは経営不振に陥り、カナダのACD Systemsに買収された。買収後にACDブランドで初めて出したバージョンが10 (CANVAS-X) である。Mac OS X対応版はCANVAS-Xが最終バージョンとなる（Mac OS X v10.5非対応）。

### Canvas 11 (Windows) 2007
バージョン11以降についてはWindowsのみの開発となることが発表された 。バージョン11では、Scientific Imaging版の機能は標準機能として取り込まれたため、標準版とGIS版の2種となる。それまでユーザーから作業中のフリーズや強制終了など不安定な面を指摘されていたが、本バージョンからプログラムの安定度が向上したとアナウンスされた。正式対応OSはWindows XP、Windows Vista、Windows 7（アップデートパッチのインストールで対応）

### Canvas 12 (Windows) 2010
64bit-Windowsに正式対応。シンボルペンの登録やフローチャート作成機能など、細かな使い勝手が向上した。日本語版は英語版に遅れること１年、2011年10月に発売の運びとなった。現在Canvasは英語版と日本語版のみで提供されている（ドイツ語版はカタログから落ちた）。

### Canvas 14 (Windows) 2012
Canvas13はスキップされ存在しない。対応OSにWindows 8が追加された。新機能はグラフ作成機能など。

### Canvas 15 (Windows) 2013
スマートマウス機能が強化され、新機能として複数のベクトルオブジェクトを自動検出し結合する「スマート結合」機能や、複数のテキストオブジェクトを１つにまとめる「テキスト併合」機能などが追加される。
また、マルチインスタンスウィンドウ化により、Canvas の複数同時起動が可能になるなど細かい改善や改良が行われた。
対応OSはMicrosoft Windows XP(SP 3)、Windows Vista、Windows 7、Windows 8(32bit/64bit)。

### Canvas X 16 (Windows) 2014
商品名が変わってXが付加された。最後にMac版を含んでいたのは Canvas Xであり、Mac版の復活を記念しての命名と思われる。
このバージョンより64bit OSにネイティブ対応となり、32bit OSへはインストールできなくなった。
新機能として64bitへのネイティブ対応による操作性および処理速度の向上、AutoCAD 2013で作成されたファイルの読み込及び保存に対応、高DPIモニターに対応などがある。
このバージョンからTWAINが非対応となり、イメージスキャナ等からの直接取り込みが出来なくなった。
対応OSは Windows 7、Windows 8、 Windows 8.1、Windows 10（すべて64ビット版のみ）。
日本語版は英語版より遅れて、2015年10月15日に日本ポラデジタル株式会社から発売された。OS X版（英語版）が2015年後半に発売予定とアナウンスされていたが、2016年1月現在まだ発売に至っていない 。

### Canvas X 2017 (Windows)
商品名に年号と思われる4桁の数字を入れるようになった。
対応OSは Windows 7、Windows 8、 Windows 8.1、Windows 10（すべて64ビット版のみ）。
日本語版は、2017年2月24日に日本ポラデジタル株式会社から発売された。

### CANVAS X 2018 (Windows)
スマート吸着機能によるオブジェクト整列支援、選択範囲に貼り付けなど、Adobe Illustratorでは10年以上前からあった機能を追加したほか、オブジェクトサイズに合わせて自動的に「影」「反射」「光彩」「ぼかし」などのレンダリング効果を加える、ダイナミック効果が搭載された。
Canvas X 16でサポートから外されたTWAINの代わりに、WIA(Windows Image Acquisition)対応スキャナがサポートされるようになり、以前のようにイメージをドキュメント内へ直接インポート出来るようになった。
対応OSは Windows 7、Windows 8、 Windows 8.1、Windows 10（すべて64ビット版のみ）。
日本語版は、2018年1月17日に日本ポラデジタル株式会社から発売された。

### CANVAS X 2019 (Windows)
表オブジェクトが作製できる「表ツール」や、処理を自動化する「スクリプト機能」、始点と終点ポイントを指定するだけで鏡像が作製できる「ミラーツール」、「注釈ツール」などが新たに搭載された。
GIS版には、検索で特定の地図を表示できる「空間検索機能」、ジオプロセッシングツール（クリップ、差、交差、ラインの交差、和、対称差分）、 Geoファイル読込みなどに対応。
対応OSは Windows 7、Windows 8、 Windows 8.1、Windows 10（すべて64ビット版のみ）。
日本語版は、2019年1月17日に日本ポラデジタル株式会社から発売された。

### CANVAS X 2020 (Windows)
重なり合うベクトルオブジェクトの領域を直感的に統合できるビジュアル統合ツール、筆ペンや先細りのストロークで自由にパスを描くことができるベクトルブラシツール、オブジェクトを斜め上から見下ろす等角投影図を簡単に描くことのできる等角投影ガイド、ポリゴンの距離や設定された速度でその距離を移動する場合にかかる歩数や時間などを計測できるパス計測ツール、QRコード作成ツールなどが新たに搭載された。
対応OSは Windows 8、Windows 8.1、Windows 10（すべて64ビット版のみ）。
日本語版は、2020年1月16日に日本ポラデジタル株式会社から発売された。

### Canvas X3
2020年1月14日発表。ダッソー・システムズの子会社Spatial Corpとのパートナーシュップで開発された製品。3Dデータを利用して、テクニカルなグラフィックドキュメントを作成するツール。2021年1月現在、日本語版は存在しない。

### Canvas Draw (Macintosh)
64bit, OS X Mavericks以降に対応。2015年8リリース。英語版のみであり日本語の扱いに問題がある。

### Canvas Draw 2 (Macintosh)
64bit, OS X Mavericks以降に対応。2015年11月リリース。英語版のみであり日本語の扱いに問題がある。

### Canvas Draw 3 (Macintosh)
64bit, OS X Yosemite以降に対応。2016年6月リリース。Unicodeに対応し、日本語をはじめとしたアジア言語を扱えるようになった。

### Canvas Draw 4 (Macintosh)
64bit, OS X El Capitan以降に対応。2017年6月リリース。 自動計測、テキストパレット、プレゼンテーションドキュメントなどの機能追加。

### Canvas Draw 5 (Macintosh)
64bit, macOS Sierra以降に対応。2018年6月リリース。MacBook Proのタッチバーに対応、スマート吸着などの機能追加。

### Canvas Draw 6 (Macintosh)
64bit, macOS High Sierra 以降に対応。2019年7月30日リリース。ベクトルブラシツール、ミラーツール、注釈ツールなどの機能追加。

### Canvas Draw 7 (Macintosh)
64bit, macOS Mojave 及び macOS Catalina に対応。2020年7月15日リリース。パス計測ツール、QRコード作成ツールなどの機能追加。

#### Canvas X Draw for macOS
Canvas Draw 7からの名称変更と小数点以下のアップデート。64bit, macOS Mojave, macOS Catalina 及び macOS Big Surに対応。2021年1月27日リリース。
1. ↑  Burkhart, Katie (2020年1月14日). “Launch of Canvas X³ CADComposer Bridges 2D and 3D Technical Illustration” (英語). Canvas GFX. 2021年1月28日閲覧。
2. ↑  Burkhart, Katie. “3D Technical illustration software” (英語). Canvas GFX. 2021年1月28日閲覧。
3. ↑  Canvas Draw for Mac - Released August 13, 2015
4. ↑  Canvas Draw 2.0
5. ↑  Canvas Draw for Mac
6. ↑  “Canvas Draw 4/ グラフィックソフト | 日本ポラデジタル株式会社”. www.poladigital.co.jp. 2018年11月22日閲覧。
7. ↑  “Canvas Draw 5/ グラフィックソフト | 日本ポラデジタル株式会社”. www.poladigital.co.jp. 2018年11月22日閲覧。
8. ↑  “Canvas Draw 6/ グラフィックソフト | 日本ポラデジタル株式会社”. www.poladigital.co.jp. 2019年9月25日閲覧。
9. ↑  “Canvas Draw 7/ グラフィックソフト | 日本ポラデジタル株式会社”. www.poladigital.co.jp. 2020年12月15日閲覧。